# Fünen-Maler

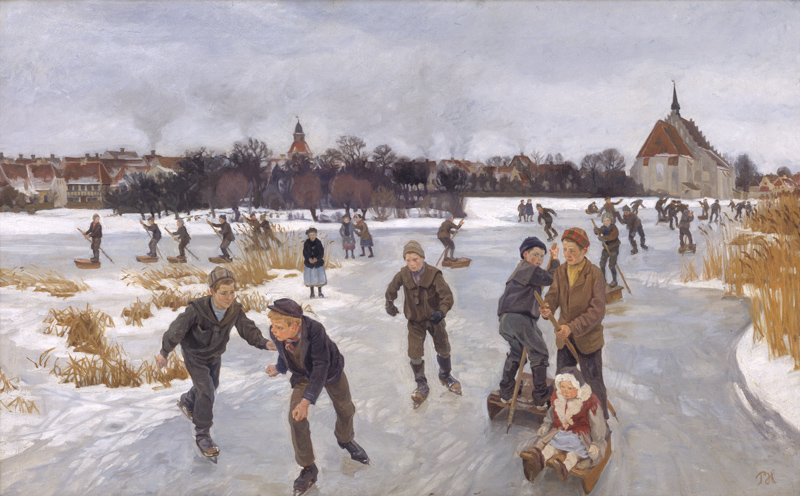
Peter Hansen: På isen bag byen Fåborg (1901)

Die Fünen-Maler oder Fynboerne waren eine lose dänische Künstlerkolonie, die sich Anfang des 20. Jahrhunderts auf der Insel Fünen (dänisch Fyn) niederließen. Die Angehörigen waren stark von Kristian Zahrtmann, der von 1885 bis 1908 an der Kunstnernes Frie Studieskoler in Kopenhagen lehrte, beeinflusst. Wie Zahrtmann ließen sie die Traditionen der Königlichen Dänischen Kunstakademie hinter sich und begannen Richtungen wie Naturalismus und Realismus zu explorieren.

## Geschichte
Der innere Kern der Fünen-Maler bestand aus Johannes Larsen (1867–1961) von Kerteminde, Fritz Syberg und Peter Hansen, beide von Faaborg. Alhed Larsen, Johannes Larsens Frau, Anna Syberg, Peter Hansens Schwester und Fritz Sybergs Frau und Christine Larsen, Johannes Larsens Schwester, waren allesamt auch Künstlerinnen und mit der Fünen-Maler assoziiert, allerdings erhielten sie nie dieselbe Anerkennung wie die Männer. Christine Larsen heiratete Sigurd Swane, der ebenfalls nach Kerteminde zog.
Møllebakken, eine Ortschaft in der Nähe von Kerteminde, wurde die Heimat von Johannes und Alhed Larsen. Bald wurde daraus ein Treffpunkt der Fünen-Maler am Anfang des 20. Jahrhunderts. Harald Giersing stieß zur Gruppe hinzu und heiratete Besse Syberg, Fritz Sybergs Schwester. Weitere Künstler kamen nach Møllebakken um Inspiration zu suchen, darunter Olaf Rude, Harald Leth and Sven Havsteen-Mikkelsen.
Ein weiterer Künstler der Gruppe war Poul S. Christiansen der wie Larsen aus dem Norden von Fünen kam und ein enger Freund von Kristian Zahrtmann wurde, nachdem er sich der Gruppe 1885 angeschlossen hatte.
Aufgrund ihrer alltäglichen und ländlichen Gemälde wurden sie manchmal abschätzig als die bondemalerne bezeichnet, Bauern Maler. In 1907 entfachte sich eine hitzige Debatte in der dänischen Presse zwischen Gudmund Hentze, Harald und Agnes Slott-Møller, die eine intellektuell orientierte Bewegung in Kopenhagen vertraten und Peter Hansen, der die Fünen-Maler zusammen mit Jens Birkholm, Poul S. Christiansen und Karl Schou vertrat.

## Ähnlichkeiten und Unterschiede
Die drei Kernmitglieder der Fünen-Maler, Larsen, Syber und Hansen hatten viel Gemeinsamkeiten. Alle studierten unter Kristian Zahrtmann und wurden später von Theodor Philipsen beeinflusst, dessen Herangehensweise an Licht und Schatten in Naturbildern sich in ihren Bildern wiederfinden lässt. Wie bei Philipsen kann man auch Paul Gauguin und Impressionismus in ihrer Kunst gesehen werden. Zahrtmann jedoch bestand darauf, dass alle ihre eigenen Stile entwickeln würden. Trotzdem kopierten sie beispielsweise Zahrtmanns intensiven Farbgebrauch. Larsen verwarf sogar die Idee, mit einer „Fünen-Schule“ identifiziert zu werden – vielmehr sollten die Beziehungen durch einen gemeinsamen Hintergrund und eine enge Freundschaft entstehen.

## Museen

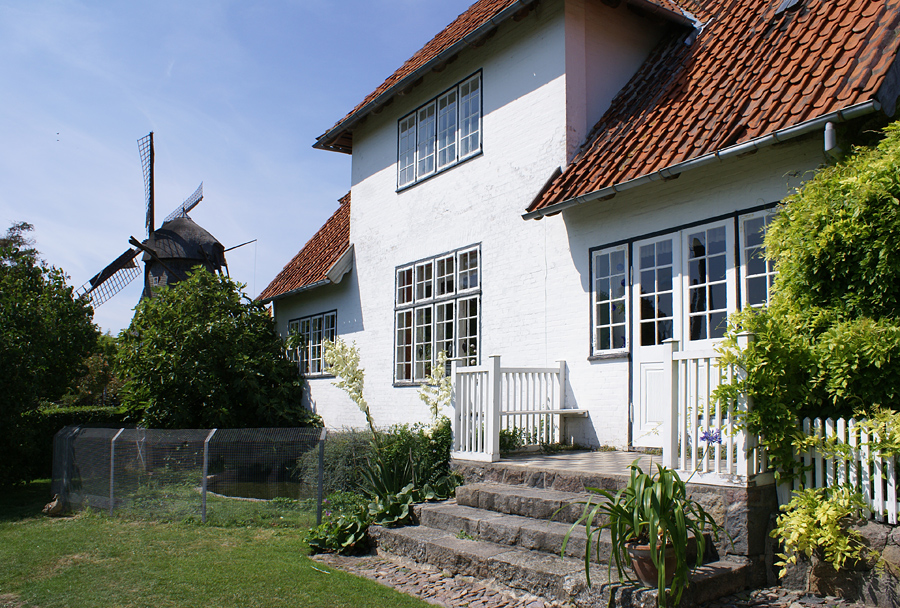
Johannes Larsen Museum in Kerteminde.

- Johannes Larsen Museum in Kerteminde.Das Johannes Larsen Museum auf Møllebakken nahe Kerteminde ist das einstige Haus von Larsen und seiner Frau. Viele ihrer Bilder sind dort ausgestellt. Weitere Künstler der Fünen-Maler sind Fritz Syberg, Peter Hansen und Christine Swane. Die Kontextualisierung ist sehr ähnlich wie die originale Fünen-Konstellation Anfang des 20. Jahrhunderts.[5]
- Das Faaborg Museum im Hafen von Faaborg ist ebenfalls sehr nahe an den Fünen-Malern, speziell an Fritz Syberg und Peter Hansen, die in diesem Dorf aufwuchsen. Das Museum kreiert Spezialausstellungen der Fünen-Maler.[6]

Galerie
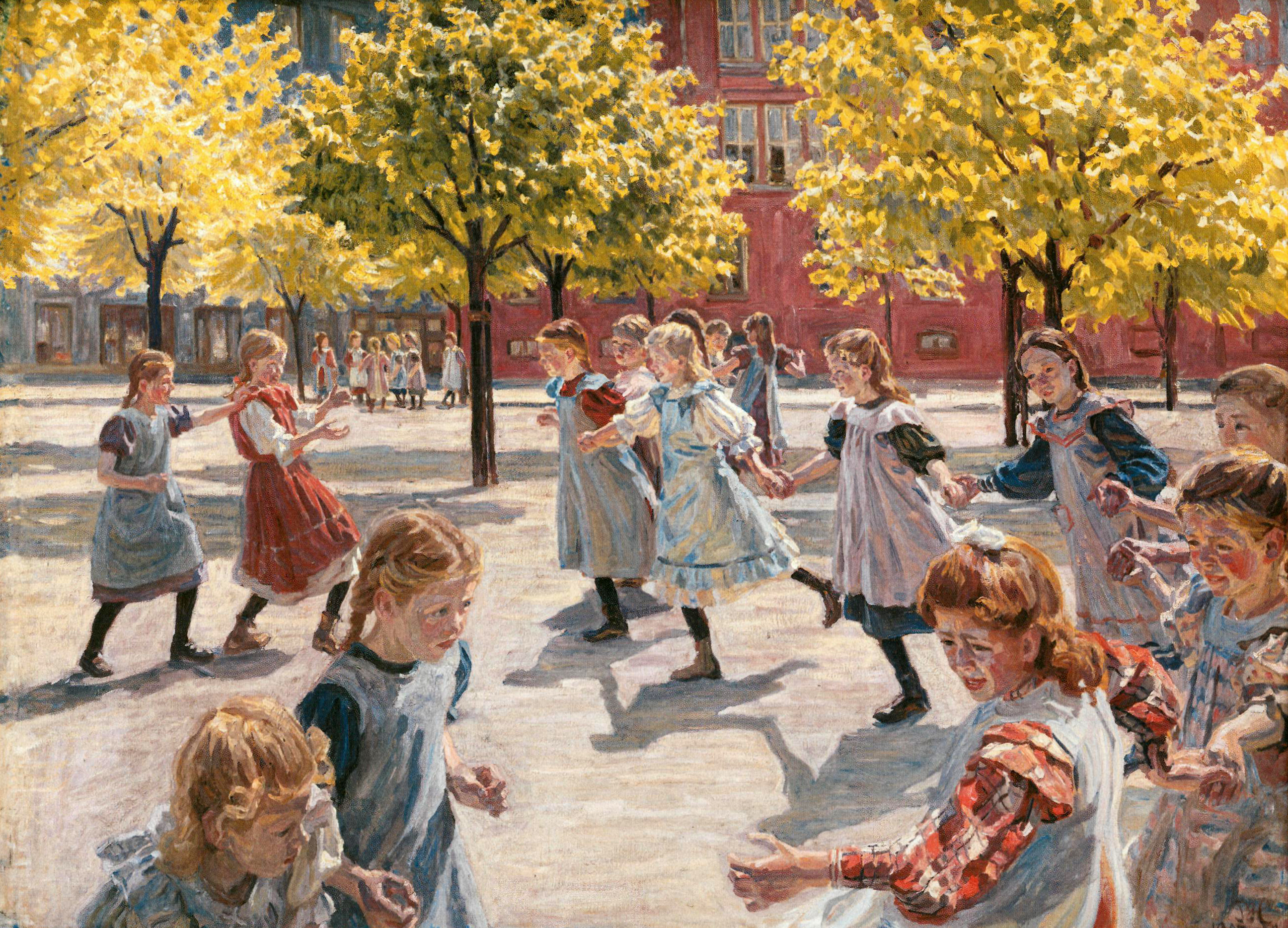
Peter Hansen: Legende børn. Enghave plads (1908)
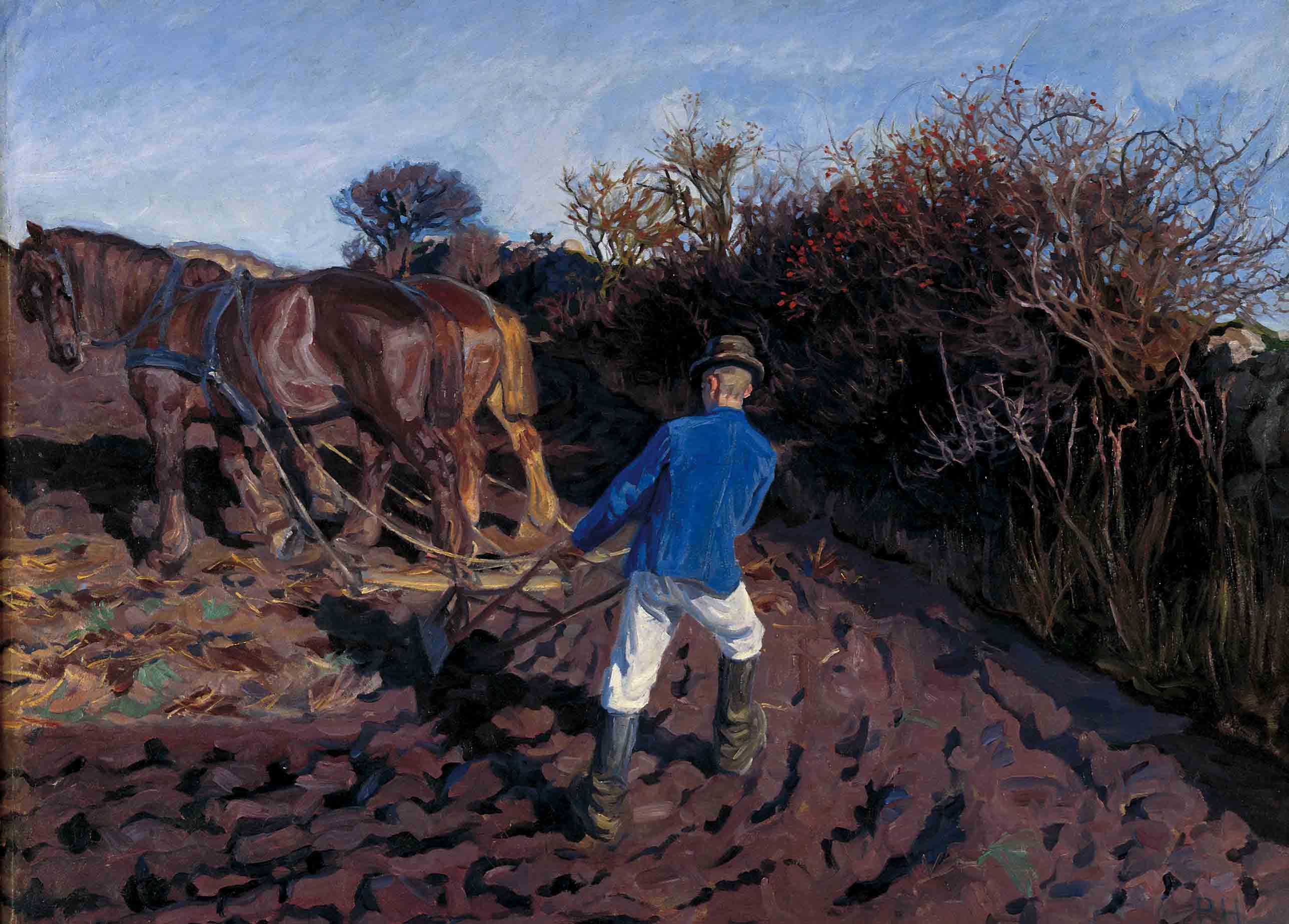
Peter Hansen: Pløjemanden vender (1902)
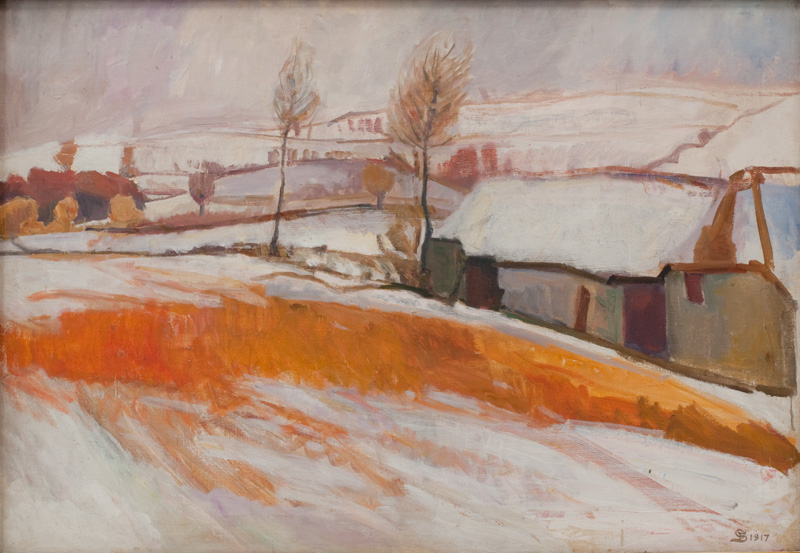
Fritz Syberg: Overkærby Bakke. Vinter (1917)
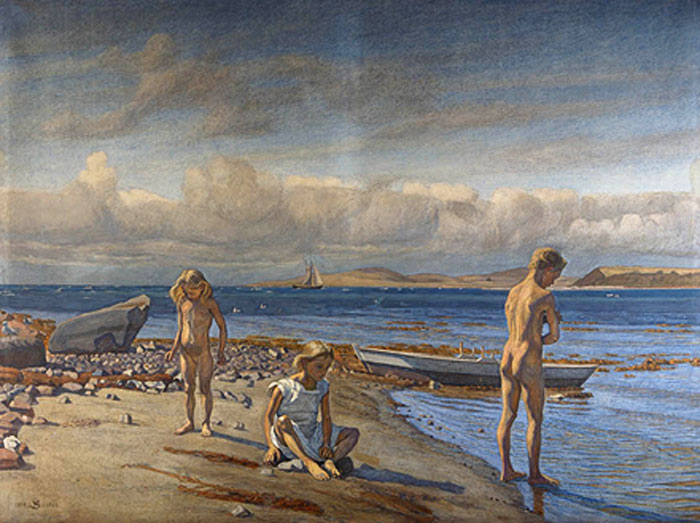
Fritz Syberg: Børnene på Fyns Hoved (1905)
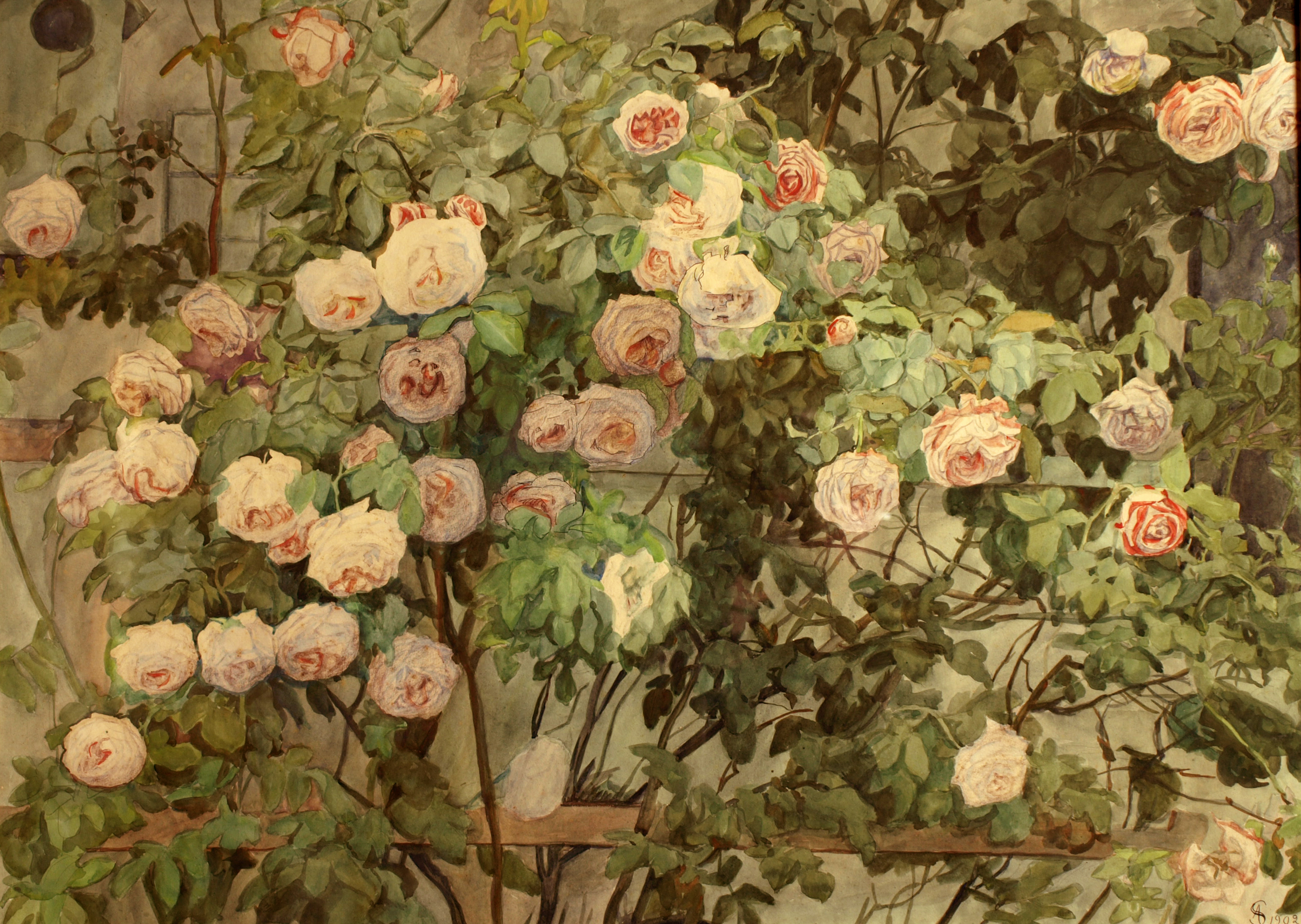
Anna Syberg: Roser (1902)
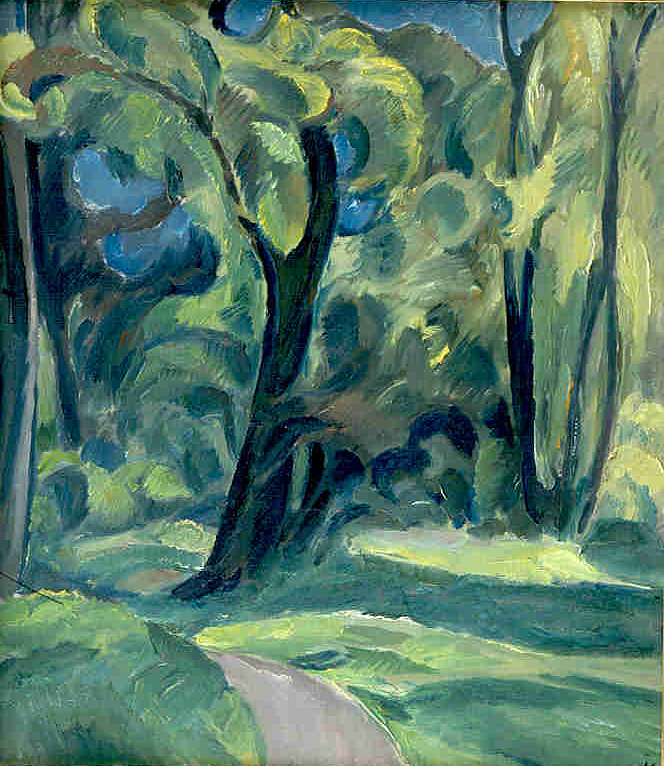
Harald Giersing: Skovinteriør. Sorø (c. 1915)
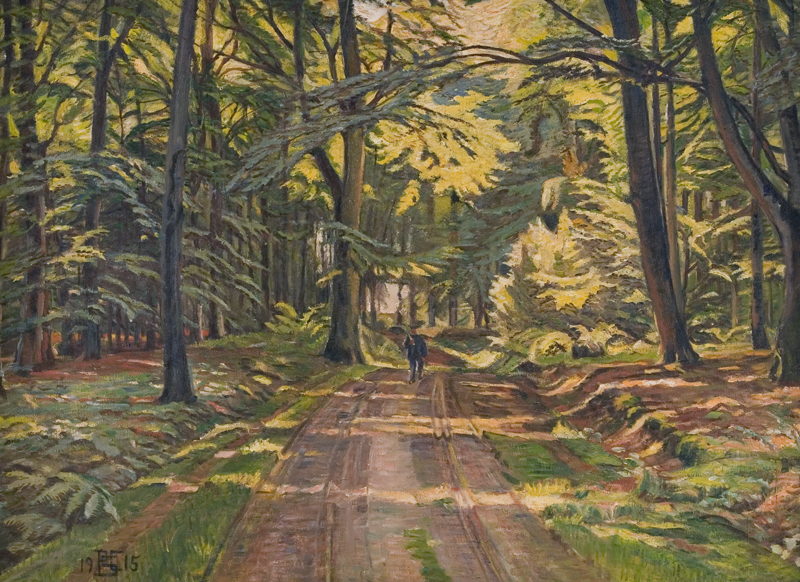
Poul S. Christiansen: Skovvej ved Dyrnæs (1915)
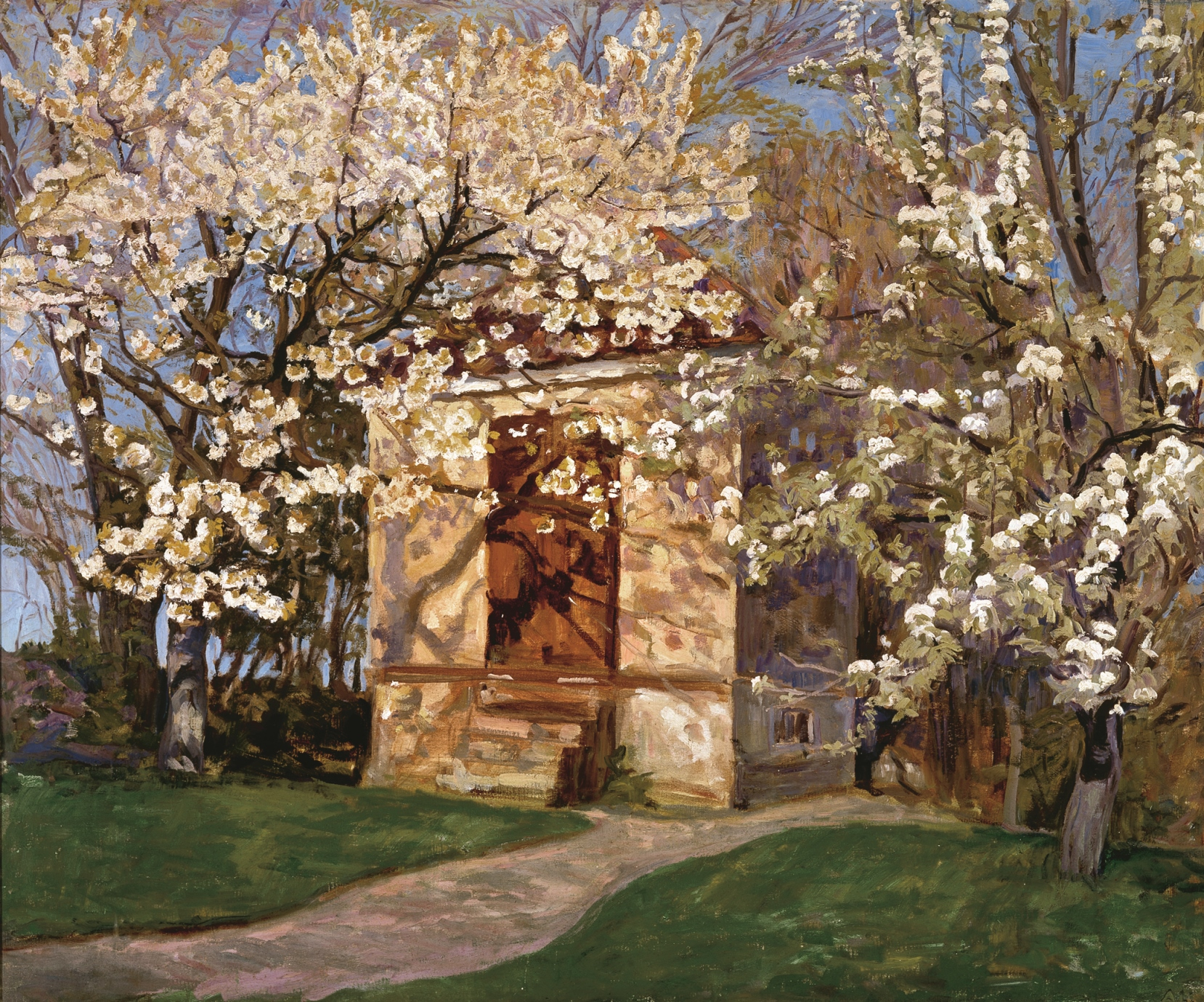
Ahled Larsen: Havhuset med blomstrende kirsebær (undated)